# Municipio de Saline (condado de Cooper)
El municipio de Saline (en inglés: Saline Township) es un municipio ubicado en el condado de Cooper en el estado estadounidense de Misuri. En el año 2010 tenía una población de 840 habitantes y una densidad poblacional de 6,76 personas por km².

## Geografía
El municipio de Saline se encuentra ubicado en las coordenadas 38°55′10″N 92°35′9″O / 38.91944, -92.58583. Según la Oficina del Censo de los Estados Unidos, el municipio tiene una superficie total de 124.25 km², de la cual 121,34 km² corresponden a tierra firme y (2,34 %) 2,9 km² es agua.

## Demografía
Según el censo de 2010, había 840 personas residiendo en el municipio de Saline. La densidad de población era de 6,76 hab./km². De los 840 habitantes, el municipio de Saline estaba compuesto por el 97,62 % blancos, el 1,19 % eran afroamericanos, el 0,6 % eran amerindios, el 0,12 % eran de otras razas y el 0,48 % eran de una mezcla de razas. Del total de la población el 1,79 % eran hispanos o latinos de cualquier raza.